# Уамена
Уамена (на индонезийски: Wamena) е административен център на регион Джаявиджая в провинция Папуа, Индонезия.

## География
Уамена е най-големият град в планинската част на остров Нова Гвинея в Индонезия. Разположен е в долината Балием, където живеят над 300 000 души. При преброяването на населението през 2010 г, в града живеят 31 724 души. Населението е от сродни етнически групи. Най-голям е броят на представителите от племената дани, лани и яли.
Поради планинският релеф (около 1600 m н.в.), достъпът до града от останалата част на острова е възможен само по въздух. Регионът се обслужва от летището в Уамена с полети от Джаяпура.
Уамена е градът с най-голям относителен дял на населението заразени с ХИВ в цяла Меланезия. Към 16 юни 2015 г. броят им е 4521 души.
Климатът е екваториален.
| Уамена                             | Уамена | Уамена | Уамена | Уамена | Уамена | Уамена | Уамена | Уамена | Уамена | Уамена | Уамена | Уамена | Уамена  |
| Месеци                             | яну.   | фев.   | март   | апр.   | май    | юни    | юли    | авг.   | сеп.   | окт.   | ное.   | дек.   | Годишно |
| Средни максимални температури (°C) | 25,1   | 24,9   | 24,8   | 24,8   | 24,0   | 23,3   | 23,4   | 23,4   | 24,1   | 24,9   | 25,2   | 25,1   | 25,2    |
| Средни минимални температури (°C)  | 13,6   | 13,7   | 13,9   | 13,9   | 13,8   | 13,6   | 13,2   | 13,0   | 12,9   | 13,0   | 13,1   | 13,9   | 12,9    |
| Средни месечни валежи (mm)         | 201    | 224    | 223    | 198    | 160    | 132    | 134    | 152    | 152    | 161    | 138    | 189    | 2065    |
| ---------------------------------- | ------ | ------ | ------ | ------ | ------ | ------ | ------ | ------ | ------ | ------ | ------ | ------ | ------- |
|                                    |        |        |        |        |        |        |        |        |        |        |        |        |         |

## История
Откриването на долината Балием от външния свят е осъществено по време на Третата зоологическа експедиция на американския зоолог и филантроп Ричард Арчълд в Нова Гвинея през 1938 г. На 21 юни 1938 г. при въздушна разузнавателна дейност на юг от град Холандия, днес Джаяпура, забелязва „Голямата долина“. Този район остава незасегнат от Втората световна война и борбите за контрол на остров Нова Гвинея. Град Уамена е основан от холандците през 1956 г. Оттогава долината постепенно се отваря към ограничено количество туризъм.
През 2003 г. членове на Движението за свободна Папуа извършват нападение над индонезийската армия в града, като са убити двама военни и е откраднато оръжие. Следствие на това са убити 25 души, а по-късно още 50 души. Изселени са около 7000 души.
По време на протестите в Папуа през 2019 г. са разрушени няколко правителствени сгради заради случаи на расизъм в града. Убити са 16 души, като 13 от тях не са жители на провинция Папуа, а 65 са ранените. Евакуирани са около 15 000 цивилни граждани. Около 2000 студенти от региона се завръщат от различни места на Индонезия в родните си селища, поради чувство на опасност за живота им.

## Галерия
- Търговски център в града
- Сградата на управлението на регион Джаявиджая
- Църква в града